# Kościół św. Mikołaja w Łężynach
Kościół św. Mikołaja w Łężynach – rzymskokatolicki kościół parafialny pw. św. Mikołaja, wzniesiony w 1511, znajdujący się w Łężynach.

## Historia
Kościół w Łężynach zbudowano w 1511 z drewna modrzewiowego. Wielokrotne przebudowy zmieniły jego pierwotny wygląd. W 1765 dobudowano do nawy od strony północnej murowaną zakrystię, położono posadzkę zastępując podłogę. W 1860 dostawiono murowany przedsionek, który obecnie pełni funkcję kaplicy. W 1910 przedłużono nawę. W 1929 wnętrze ozdobiono nową polichromią, a w 1930 przy wejściu dostawiono drewniany przedsionek. W czasie II wojny światowej żołnierze radzieccy palili w kościele ognisko. W latach 1998–99 przeprowadzono prace konserwatorskie w świątyni.

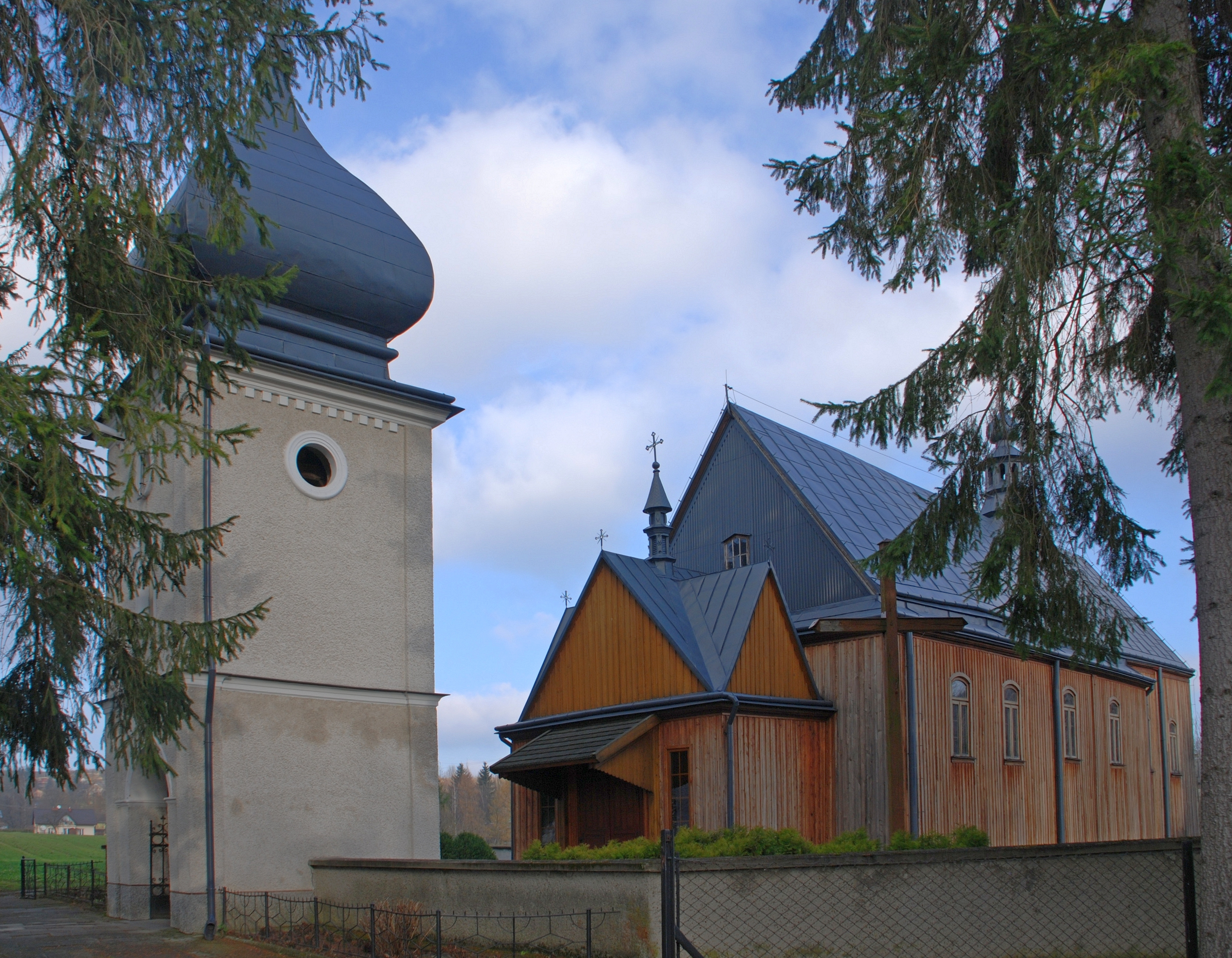
Elewacja południowa
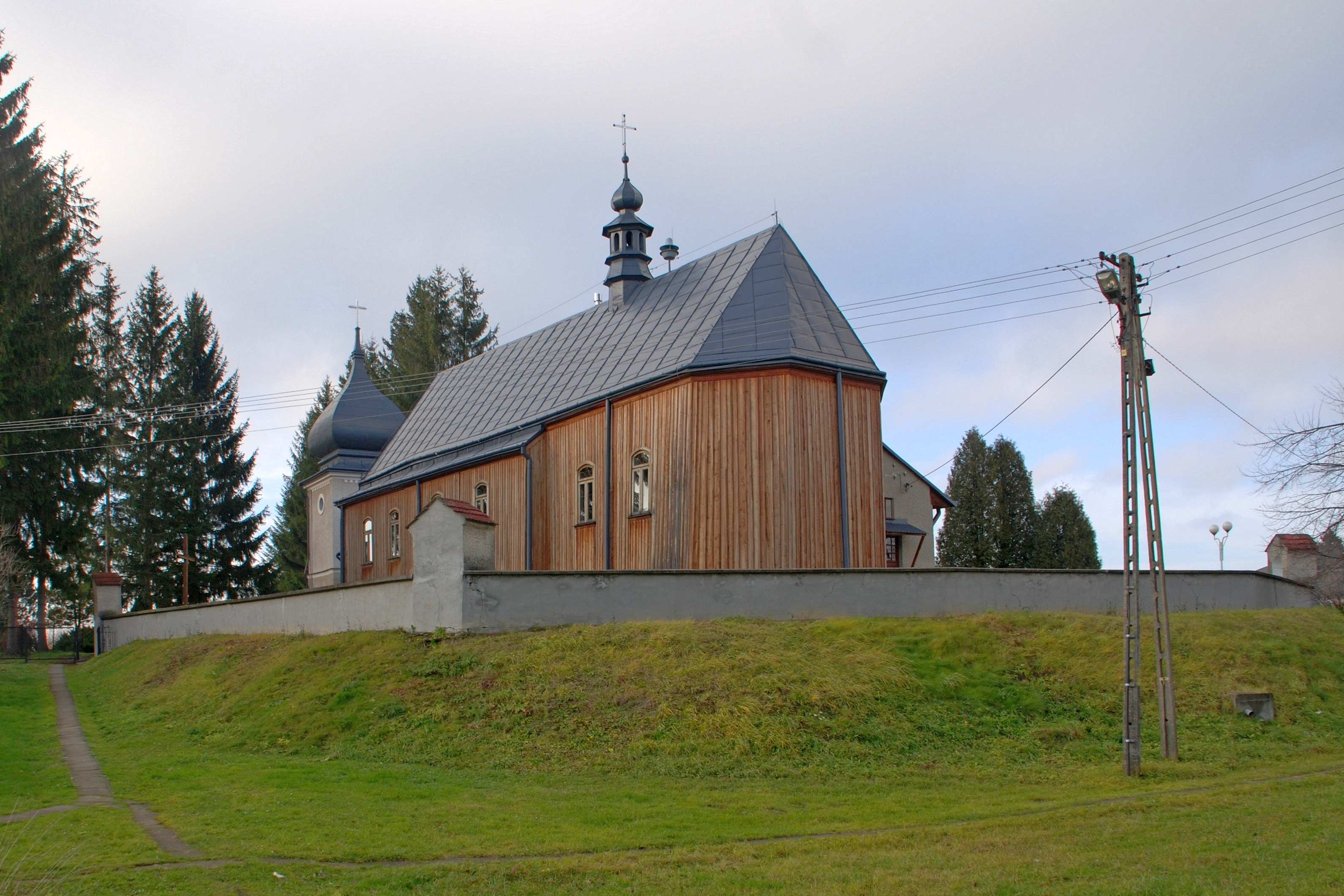
Elewacja wschodnia
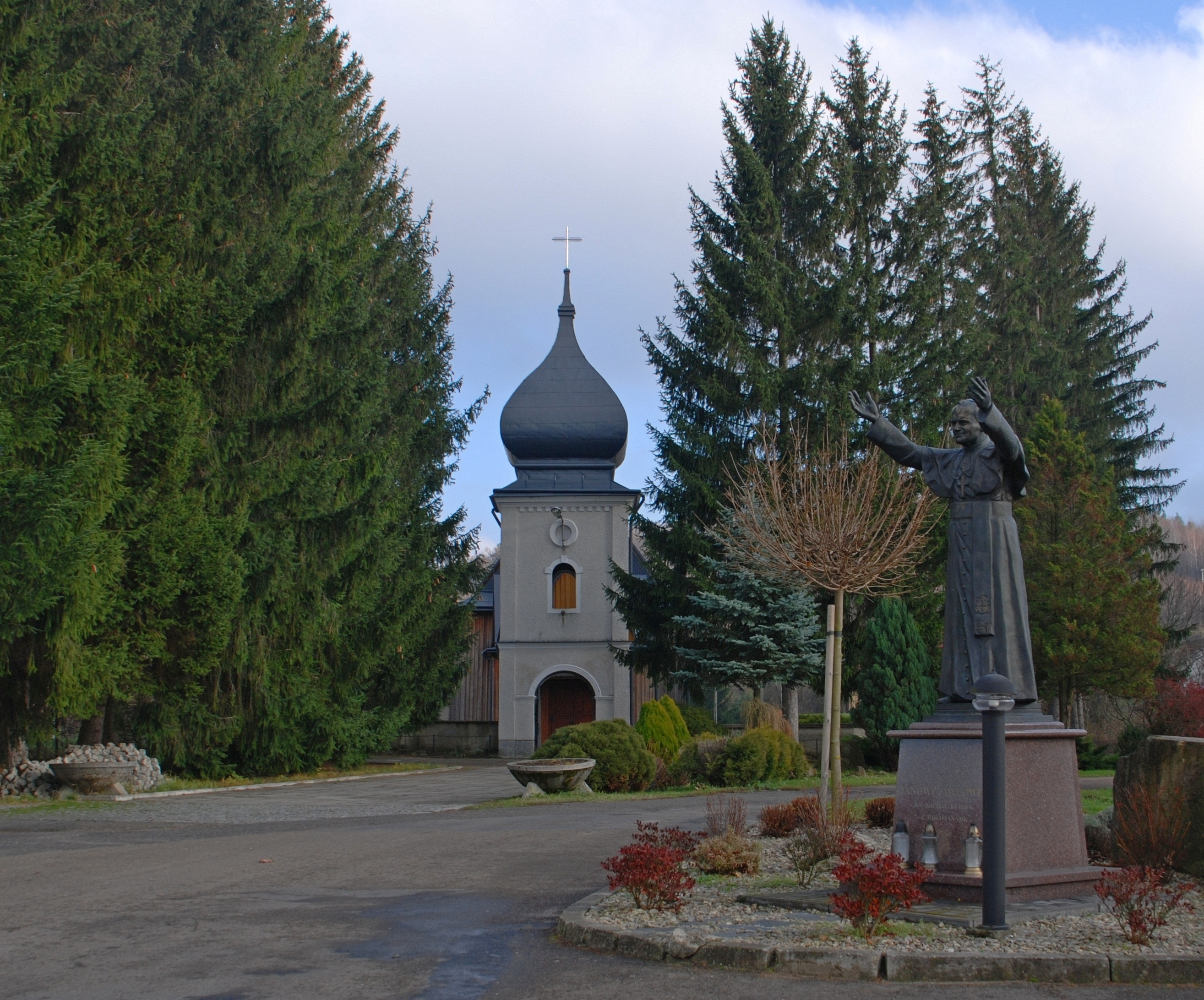
Od strony frontowej

## Architektura i wyposażenie
Jest to budowla konstrukcji zrębowej, orientowana. Bryła świątyni składa się z trójbocznie zamkniętego prezbiterium, znacznie szerszą nawą z zakrystią i dużym przedsionkiem. Całość pokryta blaszanym dachem jednokalenicowym, dwuspadowym z wieżyczką na sygnaturkę, nad nawą. Ściany oszalowane pionowo deskami.
We wnętrzu pozorne sklepienie kolebkowe. Na ścianach polichromia głównie architektoniczna oraz ze scenami figuralnymi o tematyce biblijnej na sklepieniu. W prezbiterium ołtarz główny barokowy pochodzący z około 1760 i obraz św. Katarzyny na złotym tle, w kaplicy ołtarz Jezusa Ukrzyżowanego. Chór muzyczny o prostej linii parapetu z prospektem organowym.
Prace dekoracyjne w kościele wykonał malarz Władysław Lisowski.

## Otoczenie
Na terenie przykościelnym, współczesna murowana dzwonnica brama z 1858 zwieńczona dużym baniastym hełmem.